# Чемпионат России по спидвею на длинном треке
Чемпионат России (РСФСР) по спидвею на длинном треке — ежегодное соревнование в РСФСР (России). С 1994 г. не проводится.
Двукратными чемпионами России являются Сергей Тарабанько, Виктор Кузнецов, Анатолий Максимов, Геннадий Потехин, Григорий Харченко, Павел Чернов. Лидер по общему числу медалей (8) — Владимир Клычков (1+5+2).

## Призёры

### Личное первенство
| Год  | Место финала | Победитель                      | Второе место                    | Третье место                       |
| 1976 | Майкоп       | Сергей Тарабанько (Новосибирск) | Виктор Сохоневич (Майкоп)       | Георгий Котов (Димитровград)       |
| 1977 | ?            | Сергей Тарабанько (Новосибирск) | Анатолий Лакиза (Владивосток)   | Александр Щербаков (Луховицы)      |
| 1978 | ?            | Владимир Гордеев (Балаково)     | Виктор Кузнецов (Новосибирск)   | Валерий Пржевальский (Новосибирск) |
| 1979 | Калинин      | Виктор Кузнецов (Новосибирск)   | Сергей Дюжев (Новосибирск)      | Виктор Никипелов (Новосибирск)     |
| 1980 | ?            | Виктор Селиванов (Шахты)        | Анатолий Максимов (Новосибирск) | Василий Коробченков (Видное)       |
| 1981 | ?            | Виктор Кузнецов (Новосибирск)   | Виктор Никипелов (Балаково)     | Сергей Чуханчук (Луховицы)         |
| 1982 | ?            | Владимир Клычков (Новосибирск)  | Сергей Дюжев (Новосибирск)      | Геннадий Потехин (Владивосток)     |
| 1983 | Майкоп       | Анатолий Максимов (Новосибирск) | Владимир Клычков (Новосибирск)  | Игорь Столяров (Владивосток)       |
| 1984 | ?            | Анатолий Максимов (Новосибирск) | Владимир Клычков (Новосибирск)  | Григорий Харченко (Владивосток)    |
| 1985 | Майкоп       | Геннадий Потехин (Владивосток)  | Игорь Столяров (Владивосток)    | Анатолий Максимов (Новосибирск)    |
| 1986 | Майкоп       | Геннадий Потехин (Владивосток)  | Игорь Столяров (Владивосток)    | Владимир Клычков (Кемерово)        |
| 1987 | Калинин      | Григорий Харченко (Владивосток) | Владимир Клычков (Кемерово)     | Геннадий Потехин (Владивосток)     |
| 1988 | ?            | Олег Кургускин (Элиста)         | Владимир Клычков (Кемерово)     | Александр Климантов (Черкесск)     |
| 1989 | ?            | Александр Климантов (Черкесск)  | Владимир Клычков (Кемерово)     | Павел Чернов (Новосибирск)         |
| 1990 | Майкоп       | Григорий Харченко (Владивосток) | Станислав Кузнецов (Кемерово)   | Олег Кургускин (Элиста)            |
| 1991 | Саратов      | Станислав Кузнецов (Кемерово)   | Григорий Харченко (Владивосток) | Владимир Клычков (Кемерово)        |
| 1992 | Саратов      | Павел Чернов (Новосибирск)      | Сергей Кузин (Балаково)         | Станислав Кузнецов (Кемерово)      |
| 1993 | Саратов      | Павел Чернов (Новосибирск)      | Илья Рыбников (Новосибирск)     | Владимир Потоцкий (Жуковский)      |

### Командное первенство
| Год  | Место финала | Победитель                                        | Второе место                                        | Третье место                                            |
| 1976 | Майкоп       | Красноярский край                                 | Краснодарский край                                  | Татарская АССР                                          |
| 1979 | Майкоп       | Новосибирская область                             | Московская область                                  | Приморский край                                         |
| 1985 | Майкоп       | Приморский край И.Столяров, Г.Харченко, Г.Потехин | Калмыцкая АССР А.Ольховский, В.Заруцкий, А.Петренко | Новосибирская область А.Максимов, П.Беляев, Ил.Рыбников |
| 1987 | Калинин      | Приморский край И.Столяров, Г.Потехин, Г.Харченко | Кемеровская область В.Клычков, А.Олейников, В.Титов | Калмыцкая АССР А.Ольховский, В.Заруцкий, Н.Иванов       |
| 1992 | Саратов      | Саратовская область С.Кузин, А.Волохов, А.Морозов | Новосибирская область П.Чернов, Ил.Рыбников         | Приморский край А.Сушков, И.Столяров, Р.Рамазанов       |

## Медальный зачёт личного первенства
| Позиция | Страна       | Gold | Silver | Bronze | Всего |
| ------- | ------------ | ---- | ------ | ------ | ----- |
| 1.      | Новосибирск  | 9    | 7      | 4      | 20    |
| 2.      | Владивосток  | 4    | 4      | 4      | 12    |
| 3.      | Кемерово     | 1    | 4      | 3      | 8     |
| 4.      | Балаково     | 1    | 2      |        | 3     |
| 5.      | Черкесск     | 1    |        | 1      | 2     |
|         | Элиста       | 1    |        | 1      | 2     |
| 7.      | Шахты        | 1    |        |        | 1     |
| 8.      | Майкоп       |      | 1      |        | 1     |
| 9.      | Луховицы     |      |        | 2      | 2     |
| 10.     | Видное       |      |        | 1      | 1     |
|         | Димитровград |      |        | 1      | 1     |
|         | Жуковский    |      |        | 1      | 1     |